# Hey Hey Guy
Hey Hey Guy ist ein Italo-Disco-Song von Ken Laszlo aus dem Jahr 1984. Der Song ist homosexuell motiviert.

## Inhalt und Aufbau
Das Lied beginnt mit einem Telefongespräch zwischen Ken Laszlo und Mark Tower; darunter liegt ein Bass-Synthesizer, der das ganze Stück hindurch dieselbe Sequenz spielt. Nach einer Synthesizer-Melodie, eine Interpretation der Melodie des Genesis Songs Home by the Sea, setzt der Gesang ein. Im Text heißt es beispielsweise: "Let me see what you have done." ("Lass mich sehen was du getan hast") "Let me know what happens here tonight. " (Lass mich wissen, was heut´ Nacht hier passiert.).
Weiterhin wird auf die möglichen Gefahren der Prostitution hingewiesen:
"Love for hire is dangerous".
Insofern ist das Lied deutlich tiefgründiger, als es auf den ersten Blick vielleicht erscheinen mag.
Anschließend folgt der Refrain und die 2. Strophe, nach einem erneuten Telefongespräch endet das Lied mit der Bass-Sequenz.

## Entstehung
Hey Hey Guy war die Debütsingle von Ken Laszlo, geschrieben wurde der Song von Sandro Oliva, der für das Plattenlabel Memory Records arbeitete. Im Gegensatz zu vielen anderen Interpreten der Szene wie zum Beispiel Den Harrow oder Baltimora sang Ken Laszlo den Song selbst ein.

## Versionen
Der Song erschien in folgenden Versionen:
7" Version:
1. Hey Hey Guy (Vocal Version) 4:00
2. Hey Hey Guy (Dub Version) 4:00

12" Version:
1. Hey Hey Guy (Vocal Version) 7:30
2. Hey Hey Guy (Dub Version) 7:00

Es erschien auch eine Swedish Mega-Mix Version und der Special Nunk Remix.

## Chartplatzierung
Der Song konnte sich nur in Frankreich platzieren, erreichte dort Platz 21 und hielt sich 17 Wochen.